# Сараново
Сараново је насеље у Србији у општини Рача у Шумадијском округу. Према попису из 2022. има 840 становника (према попису из 2011. било је 1037 становника).
Овде постоји Црква Успенија Пресвете Богородице.

## Демографија
У насељу Сараново живи 1027 пунолетних становника, а просечна старост становништва износи 45,2 година (43,9 код мушкараца и 46,7 код жена). У насељу има 341 домаћинство, а просечан број чланова по домаћинству је 3,64.
Ово насеље је великим делом насељено Србима (према попису из 2002. године), а у последња три пописа, примећен је пад у броју становника.
|             | \| Демографија[3] \| Демографија[3] \| Демографија[3] \| \| Година \| Становника \| Становника \| \| -------------- \| -------------- \| -------------- \| \| 1948. \| 2.435 \| \| \| 1953. \| 2.477 \| \| \| 1961. \| 2.240 \| \| \| 1971. \| 1.898 \| \| \| 1981. \| 1.720 \| \| \| 1991. \| 1.521 \| 1.489 \| \| 2002. \| 1.241 \| 1.270 \| \| 2011. \| 1.037 \| \| \| 2022. \| 840 \| \| |            |
| Демографија | |            |
| Година      | Становника | Становника |
| 1948.       | 2.435 |            |
| 1953.       | 2.477 |            |
| 1961.       | 2.240 |            |
| 1971.       | 1.898 |            |
| 1981.       | 1.720 |            |
| 1991.       | 1.521 | 1.489      |
| 2002.       | 1.241 | 1.270      |
| 2011.       | 1.037 |            |
| 2022.       | 840 |            |

| Етнички састав према попису из 2002.‍ | Етнички састав према попису из 2002.‍ | Етнички састав према попису из 2002.‍ | Етнички састав према попису из 2002.‍ | Етнички састав према попису из 2002.‍ |
| ------------------------------------ | ------------------------------------ | ------------------------------------ | ------------------------------------ | ------------------------------------ |
|                                      |                                      |                                      |                                      |                                      |
| Срби                                 | Срби                                 |                                      | 1.232                                | 99,27%                               |
| Црногорци                            | Црногорци                            |                                      | 3                                    | 0,24%                                |
| непознато                            | непознато                            |                                      | 5                                    | 0,40%                                |

| Година пописа     | 1948. | 1953. | 1961. | 1971. | 1981. | 1991. | 2002. |
| ----------------- | ----- | ----- | ----- | ----- | ----- | ----- | ----- |
| Број домаћинстава | 516   | 525   | 539   | 483   | 435   | 402   | 341   |

| Број чланова      | 1  | 2  | 3  | 4  | 5  | 6  | 7  | 8 | 9 | 10 и више | Просек |
| ----------------- | -- | -- | -- | -- | -- | -- | -- | - | - | --------- | ------ |
| Број домаћинстава | 54 | 80 | 44 | 41 | 49 | 38 | 25 | 8 | 1 | 1         | 3,64   |

| Пол    | Укупно | Неожењен/Неудата | Ожењен/Удата | Удовац/Удовица | Разведен/Разведена | Непознато |
| ------ | ------ | ---------------- | ------------ | -------------- | ------------------ | --------- |
| Мушки  | 542    | 115              | 359          | 48             | 17                 | 3         |
| Женски | 523    | 51               | 355          | 109            | 5                  | 3         |
| УКУПНО | 1.065  | 166              | 714          | 157            | 22                 | 6         |

| Пол    | Укупно                    | Пољопривреда, лов и шумарство | Рибарство                            | Вађење руде и камена | Прерађивачка индустрија       |
| ------ | ------------------------- | ----------------------------- | ------------------------------------ | -------------------- | ----------------------------- |
| Мушки  | 372                       | 307                           | 0                                    | 0                    | 23                            |
| Женски | 243                       | 217                           | 0                                    | 0                    | 9                             |
| УКУПНО | 615                       | 524                           | 0                                    | 0                    | 32                            |
| Пол    | Производња и снабдевање   | Грађевинарство                | Трговина                             | Хотели и ресторани   | Саобраћај, складиштење и везе |
| Мушки  | 4                         | 7                             | 5                                    | 1                    | 1                             |
| Женски | 0                         | 0                             | 7                                    | 1                    | 0                             |
| УКУПНО | 4                         | 7                             | 12                                   | 2                    | 1                             |
| Пол    | Финансијско посредовање   | Некретнине                    | Државна управа и одбрана             | Образовање           | Здравствени и социјални рад   |
| Мушки  | 0                         | 0                             | 6                                    | 2                    | 1                             |
| Женски | 0                         | 0                             | 1                                    | 4                    | 0                             |
| УКУПНО | 0                         | 0                             | 7                                    | 6                    | 1                             |
| Пол    | Остале услужне активности | Приватна домаћинства          | Екстериторијалне организације и тела | Непознато            | Непознато                     |
| Мушки  | 2                         | 0                             | 0                                    | 13                   | 13                            |
| Женски | 1                         | 0                             | 0                                    | 3                    | 3                             |
| УКУПНО | 3                         | 0                             | 0                                    | 16                   | 16                            |

## Познати мештани
- Александар Милошевић (1910-2009), артиљеријски мајор Југословенске војске, командант Другог шумадијског корпуса и Западно-моравске групе корпуса Југословенске војске у Отаџбини.